# Enrique Arnaldo Alcubilla
Enrique Arnaldo Alcubilla (Madrid, 1957) és un jurista espanyol, catedràtic de dret constitucional per la Universitat Rei Juan Carlos i membre del cos de lletrats de les Corts Generals.

## Biografia
El 1996 va ser proposat com a vocal del Consell General del Poder Judicial (CGPJ), càrrec que va ocupar fins a 2001. Després de la seva sortida de l'òrgan de govern dels jutges va fundar el despatx Estudios Jurídicos, especialitzant-se en dret públic, constitucional i administratiu.
El seu despatx ha treballat en la defensa de polítics del Partit Popular, com la d'Ignacio González en el cas relacionat amb el suposat regal d'un àtic de luxe en la localitat malaguenya d'Estepona. Va ser així mateix investigat en el cas Palma Sorra com a sospitós d'ajudar a l'en aquells dies president de Balears Jaume Matas a blanquejar diners simulant la seva contractació en el seu despatx.
El novembre de 2021, va ser proposat pel Partit Popular per ser designat com a magistrat del Tribunal Constitucional, confirmant-se el seu nomenament l'11 de novembre per votació del Congrés dels Diputats després de l'acord entre el govern i el Partit Popular. La votació però anà acompanyada de polèmica pels vincles del magistrat amb la Fundació FAES i casos de corrupció del PP. El resultat final per Arnaldo fou de 232, superant així els 210 vots necessaris per ser elegit. El diputat del PSOE Odón Elorza votà en contra d'Enrique Arnaldo malgrat les advertències que havia rebut del seu mateix partit sobre la disciplina de vot i que se li demanaria el justificant de vot. També alguns diputats de Podem votaren en contra, tot i que també se'ls cridà a no trencar la disciplina de vot. Els diputats independentistes de Junts, Esquerra, la CUP, i el PDeCAT no participaren en la votació, tot i que Junts i la CUP sí que participaren en el debat en el qual s'hi absentà PDeCAT i ERC. El PNB, EH Bildu i el BNG tampoc participaren en la votació, per denunciar el que consideraren "un sistema de repartiment de cadires entre els partits principals de l'Estat".
Presumptament se li atribueix la signatura el 2017 d'un contracte confidencial amb la institució privada CES Cardenal Cisneros, adscrita a la Universitat Complutense de Madrid, per tal d'esquivar la Llei Orgànica d'Universitats fins al 2021, i poder dos cobrar dos sous de centres universitaris, ja que ja ho feia com a professor a la Universitat Rei Joan Carles. Està casat amb la lletrada Isabel Benzo Sainz, ex-alt càrrec del primer i segon govern de José María Aznar i membre d'una de les famílies més vinculades al Franquisme.

### Recusació
El 2 de desembre de 2021, el vicepresident Oriol Junqueras i els consellers Raül Romeva i Dolors Bassa, i el 3 de desembre, el president Carles Puigdemont i els consellers Toni Comín, Clara Ponsatí i Lluís Puig, tots ells membre del Govern de Catalunya condemnats en el judici al procés independentista català, presentaren un incident de recusació contra ell, i la també magistrada Concepción Espejel, per tenir o manifestar interès particular en el desenvolupament o resultat, o prejutjar el resultat a partir de postures personals, o afavorir alguna de les parts, en els recursos d'empara presentats contra la sentència del Tribunal Suprem espanyol. El 6 de desembre, poc abans de l'acte institucional del 43è aniversari de la Constitució espanyola, el president del TC Pedro González-Trevijano evità entrar a valorar les peticions de recusació però prometé una resolució rigorosa i diligent.